# (7901) Konnai
(7901) Konnai (1996 DP) – planetoida z pasa głównego asteroid okrążająca Słońce w ciągu 4,15 lat w średniej odległości 2,58 j.a. Odkryta 19 lutego 1996 roku.